# Белеванцев, Андрей Андреевич
Андре́й Андре́евич Белева́нцев (род. 26 марта 1981 года, Могилёв, Белорусская ССР, СССР) — российский учёный-математик, член-корреспондент РАН (2025).

## Биография
Родился 26 марта 1981 года в Могилёве БелССР.
В 1998 году — окончил могилёвский технический лицей, в 2003 году — с отличием окончил факультет вычислительной математики и кибернетики МГУ, после чего в 2006 году окончил там же аспирантуру.
С 2004 года — работает в Институте системного программирования РАН, в настоящее время в должности ведущего научного сотрудника.
В 2008 году — защитил кандидатскую диссертацию, тема: «Спекулятивные оптимизации программ для архитектур с явно выраженным параллелизмом команд», научный руководитель академик РАН В. П. Иванников.
В 2018 году — защитил докторскую диссертацию, тема: «Многоуровневый статический анализ исходного кода для обеспечения качества программ».
На факультете вычислительной математики и кибернетики МГУ читает лекции по курсу «Алгоритмы и алгоритмические языки» для студентов бакалавриата, «Производительность программных систем» и «Анализ программ: понимание и оптимизация» для студентов магистратуры.
Участвует в работе спецсеминара «Анализ и оптимизация программ» для студентов кафедры системного программирования.
С 2021 года — преподает в НИУ ВШЭ.
В 2022 году — избран профессором РАН по Отделению математических наук.
В 2025 году — избран членом-корреспондентом РАН от Отделения математических наук.

## Научная деятельность
Область научных интересов — методы оптимизации программ, планирование команд, динамические оптимизации, методы анализа потоков данных и управления, гетерогенные вычислительные системы.
Автор более 20 научных работ.
Под его руководством защищено 5 кандидатских диссертаций.

## Награды
- Премия Правительства Москвы молодым учёным (2018) — Передача, хранение, обработка, защита информации. Разработка технологии поиска ошибок в программах методами статического анализа[3]